# Space Harrier II
Space Harrier II (jap. スペースハリアーII, Supēsu Hariā II) ist ein Shoot-’em-up-Spiel aus dem Jahr 1988 und Nachfolger des 1985 erschienenen Space Harrier. Wie schon der Vorgänger, wurde Space Harrier II von Sega AM2 entwickelt und veröffentlicht. Verantwortlicher Spieleentwickler war Yū Suzuki, der ebenfalls das Vorgängerspiel entwickelte und zu dieser Zeit das Amt des Präsidenten von AM2 innehatte. Space Harrier II ist ein sogenannter launch title, was bedeutet, dass das Spiel zunächst exklusiv für den Sega Mega Drive (Sega Genesis in Nordamerika) hergestellt wurde.

## Handlung
Die Handlung spielt im Jahr 6236. Die Hauptfigur, der Harrier, erhält – wie schon im ersten Teil – einen Hilferuf aus einer weit entfernten Galaxie, dieses Mal aus dem 214. Sektor. Mithilfe eines Warp-Portals, dem Cosmic Gate, reist er ins Fantasy-Land, welches wieder von bösen Kreaturen überfallen wurde. Seine Aufgabe ist es, die bösen Kreaturen zu besiegen, um Fantasy-Land zu retten.

## Gameplay
Wie schon beim Vorgänger schlüpft der Spieler auch dieses Mal in die Rolle des mit einer Laserkanone bewaffneten Harriers. Jedes der zwölf Level ist ähnlich aufgebaut, der Spieler steuert den rennenden oder schwebenden Harrier durch bunte Regionen, deren Böden und Decken als Schachbrettmuster aufgebaut sind. In allen zwölf Leveln wird der Harrier mit verschiedenen Gegnern konfrontiert, die aus sämtlichen Richtungen des Bildschirms auftauchen, sich auf verschiedene Art und Weise fortbewegen und die oftmals eigene Lasersalven oder Feuerstöße abfeuern. Diese Gegner kann man entweder durch Ausweichen oder mit Waffeneinsatz überwinden. Durch Drücken eines beliebigen Knopfes feuert der Harrier eine Salve von maximal vier Laserstrahlen aus seiner Waffe. Im Spielmenü kann auch automatisches Feuern eingestellt werden. Weiterhin befinden sich im Spiel feststehende Elemente wie Nadelbäume, Pflanzen oder antike Säulen, die man teilweise mit der Waffe aus dem Weg räumen kann. Den meisten feststehenden Elementen muss man allerdings ausweichen. Kollidiert man mit einem Gegenstand, einem Gegner oder wird man von einem gegnerischen Angriff getroffen, verliert der Harrier ein Leben. Sind alle Leben aufgebraucht, endet das Spiel und der Spieler hat die Möglichkeit, sich in einer Highscore-Tabelle einzutragen.
Am Ende jedes Levels trifft man auf einen mehr oder weniger schwer zu bezwingenden Endgegner. Grundsätzlich stehen dem Spieler von Anfang an alle zwölf Level als Startpunkt zur Verfügung. Allerdings muss man alle Level vollständig abschließen, um zum letzten Level zu gelangen. Dieses heißt Final Chapter und besteht lediglich aus dem Kampf gegen den Antagonisten, den Dark Harrier. Besiegt man diesen, hat man das Spiel erfolgreich abgeschlossen.

## Portierungen
Ursprünglich exklusiv für den Sega Mega Drive produziert, durchdrang das Spiel im Laufe des Jahres 1990 den europäischen Videospielemarkt. Es wurden Versionen für Amiga, Amstrad, Atari ST, C64 und ZX Spectrum produziert. 2005 veröffentlichte Sony für den japanischen Markt eine PlayStation-2-Edition, welche alle Spiele der Space-Harrier-Reihe enthält. Im Jahr 2006 ermöglichte Nintendo, das Spiel via Virtual Console auf die Nintendo Wii herunterzuladen. Seit 2010 (iOS App Store) und 2017 (Google Play Store) ist Space Harrier II auch für mobile Endgeräte erhältlich.